# The Wreckers
Рекерси (енгл. The Wreckers) био је амерички музички кантри-поп дует који су 2005. формирале  певачице Мишел Бранч и Џесика Харп. Обе певачице су пре формирања дуета имале сопствене музичке каријере. Године 2006. група је објавила први албум Stand Still, Look Pretty. Сингл "Leave the Pieces" са поменутог албума доспео је до првог места на америчким топ-листама. Албум, који је промовисао још два сингла која су ушла у најбољих 40 кантри синглова, доспео је до четвртог места на листи популарности. Убрзо након тога, чланице групе јавно су објавиле да се група разилази и да ће обе наставити соло-каријере.